# Карл фон Мансфельд
Князь Карл фон Мансфельд (1543—1595) — военачальник XVI века; испанский генерал, адмирал нидерландского моря, генерал-лейтенант Империи и имперский главнокомандующий в Венгрии во время Тринадцатилетней войны.

## Биография
Карл фон Мансфельд родился в 1543 году в Люксембурге. Он происходил из старинного дворянского рода. Его отцом был военачальник и государственный деятель Испанской империи, фельдмаршал, штатгальтер Испанских Нидерландов и губернатор Люксембурга Петер Эрнст I фон Мансфельд, мать — Маргарита из дома Бредероде. Юноша избрал для себя воинскую карьеру и сперва служил под началом Фернандо Альвареса де Толедо Альбы, но некоторое время спустя, не желая быть под началом «Железного герцога», Мансфельд против воли своего отца вступил на иностранную службу и сражался под знаменами французских королей Карла IX и Генриха III.
В 1571 году участвовал в убийстве Филибера де Линьероля, фаворита герцога Анжуйского.
В Нидерланды Карл фон Мансфельд вернулся, только когда управление этой провинцией перешло к более гуманному Хуану Австрийскому. Участвуя во время Восьмидесятилетней войны в ряде сражений в 1578—1584 годах, Мансфельд особенно отличился при осаде Антверпена. Воспользовавшись прорывом плотины на реке Шельда, он во главе 32 военных кораблей ворвался в затопленную местность и близ форта Сен-Пьер захватил со своим отрядом девять вражеских кораблей.
В 1586 году Мансфельд взял крепость Граве, а в следующем году — Бланкенберг. Назначенный в 1589 году командующим войсками в Брабанте, он взял штурмом несколько укреплённых городов.
В 1593 году испанский король Филипп II послал Мансфельда на помощь императору Священной Римской империи Рудольфу II. Вступив во главе хорошо дисциплинированной армии в Венгрию, Мансфельд быстро разработал план её обороны и перешёл в наступление против османов. Разбив 4 августа турецкое войско в битве при Гране, он осадил этот город, но 24 августа 1595 года умер от дизентерии; крепость капитулировала 9 дней спустя.

## Семья
Карл фон Мансфельд был женат дважды, но законных наследников не оставил. В первый раз он женился на Диане де Коссе, которую однажды застал за прелюбодеянием с графом де Море и, будучи человеком вспыльчивым, убил обоих любовников. В 1591 году Мансфельд женился во второй раз — на Марии Кристине Эгмонт, дочери графа Ламораля Эгмонта и дважды вдове; эта жена его пережила.